# 12053 Turtlestar
12053 Turtlestar eller 1997 PK2 är en asteroid i huvudbältet som upptäcktes den 9 augusti 1997 av Starkenburg-observatoriet. Den är uppkallad efter Turtle Star-observatoriet.
Asteroiden har en diameter på ungefär 4 kilometer och den tillhör asteroidgruppen Vesta.